# Il diario di Suzanne per Nicholas
Il diario di Suzanne per Nicholas (Suzanne's Diary for Nicholas) è un film diretto da Richard Friedenberg.

## Trama
Kate Wilkinson è un'editrice di successo di Boston che viene improvvisamente lasciata dal compagno Matt Harrison, senza alcuna spiegazione. Un giorno, tornando a casa, Kate riceve da parte di Matt un diario firmato da Suzanne Bedford, la sua precedente moglie, dedicato al figlio Nicholas che l'avrebbe dovuto leggere una volta cresciuto.
Il diario contiene la storia tra Susanne e Matt: lei soffriva di problemi cardiaci e quindi si sarebbe dovuta allontanare in un territorio isolato, dove ha conosciuto Matt sotto lo pseudonimo di Picasso. Dopo essersi innamorata e sposata, Suzanne rimane incinta e, nonostante il suo stato di salute, decide di partorire un bimbo che chiamano Nicholas e la famiglia riesce a coronare la felicità per quattro mesi dal parto.
Le ultime pagine del diario sono state scritte invece da Matt, in cui spiega che sua moglie è morta per un infarto mentre si recava in città insieme al bambino seduto dietro sul seggiolone della macchina, finita su un fiume. Kate capisce allora il motivo per cui Matt l'ha lasciato, segnato dallo sconforto e dalla paura. Gli annuncia che anche lei è incinta e gli chiede di rimanere, cosicché possa tornare ad essere felice come lo era con la prima moglie.

## Distribuzione

### Messa in onda
- 27 marzo 2005 negli Stati Uniti d'America (Suzanne's Diary for Nicholas)
- 2 agosto 2006 nei Paesi Bassi
- 29 maggio 2007 in Francia (Le journal de Suzanne)
- 19 dicembre in Svezia
- 29 gennaio 2008 in Ungheria (Suzanne naplója)
- 22 aprile in Italia
- 11 giugno nel Regno Unito (James Patterson's Suzanne's Diary for Nicholas)